# Teasc

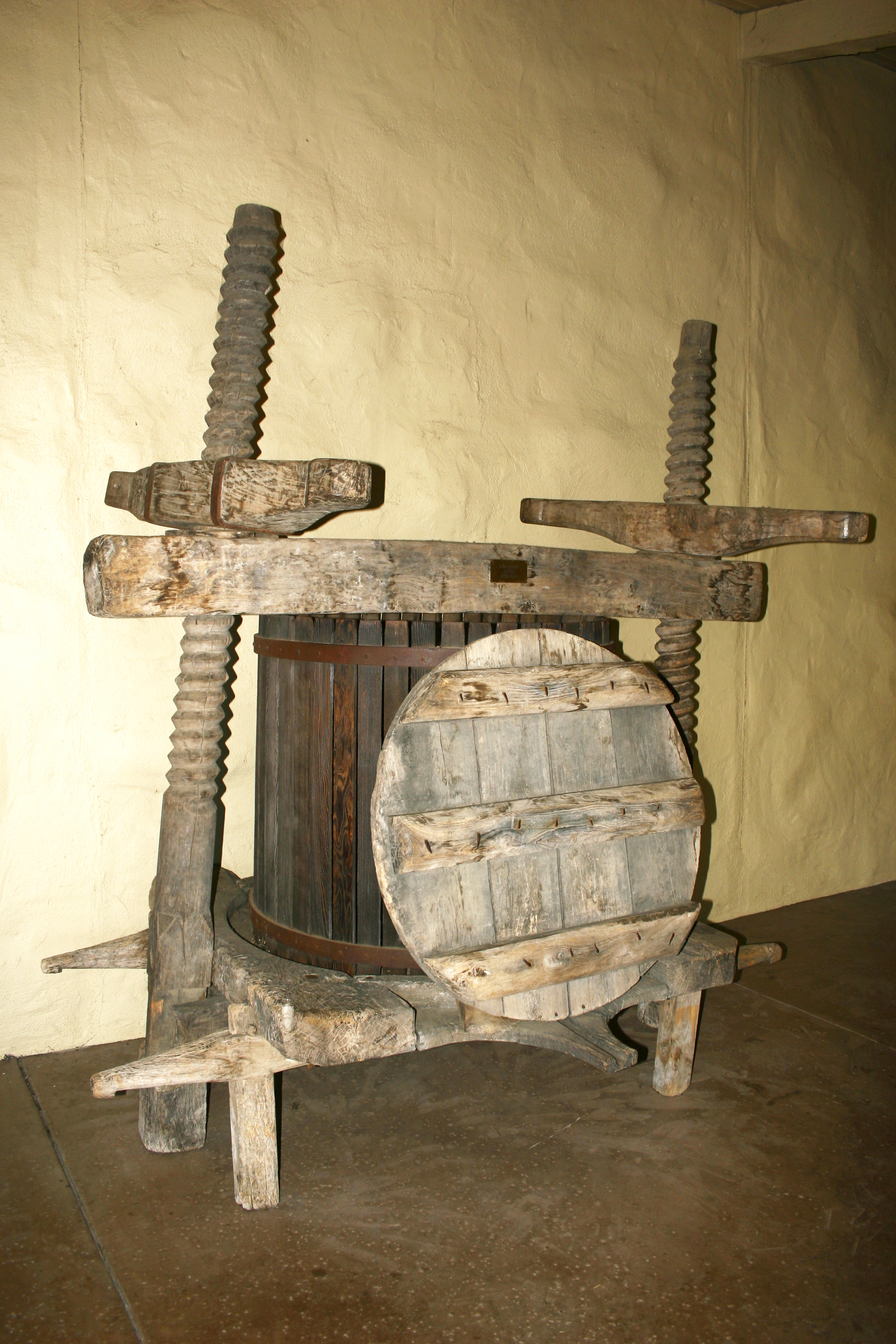
Teasc de struguri din secolul al XVI-lea

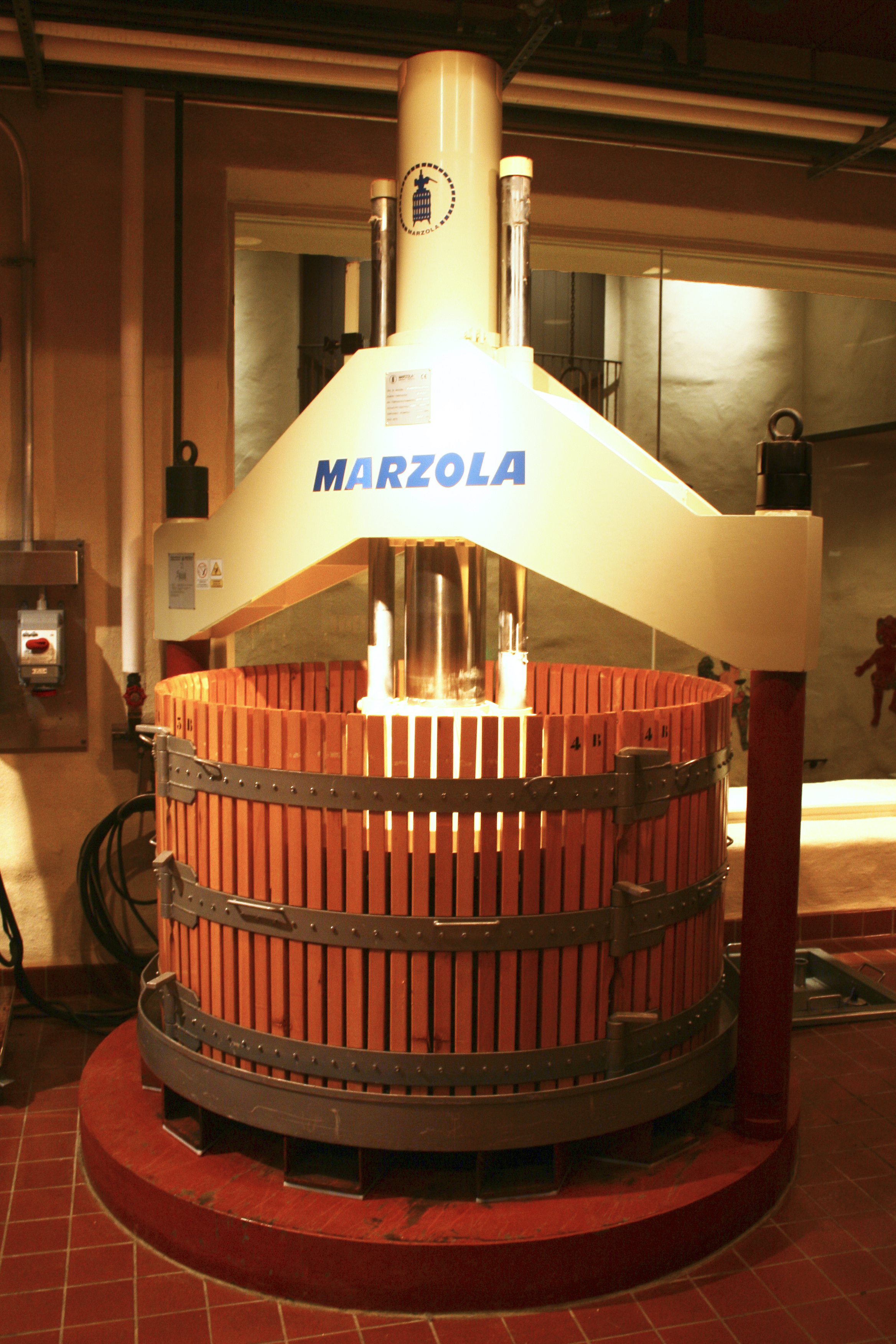
Teasc de struguri industrial

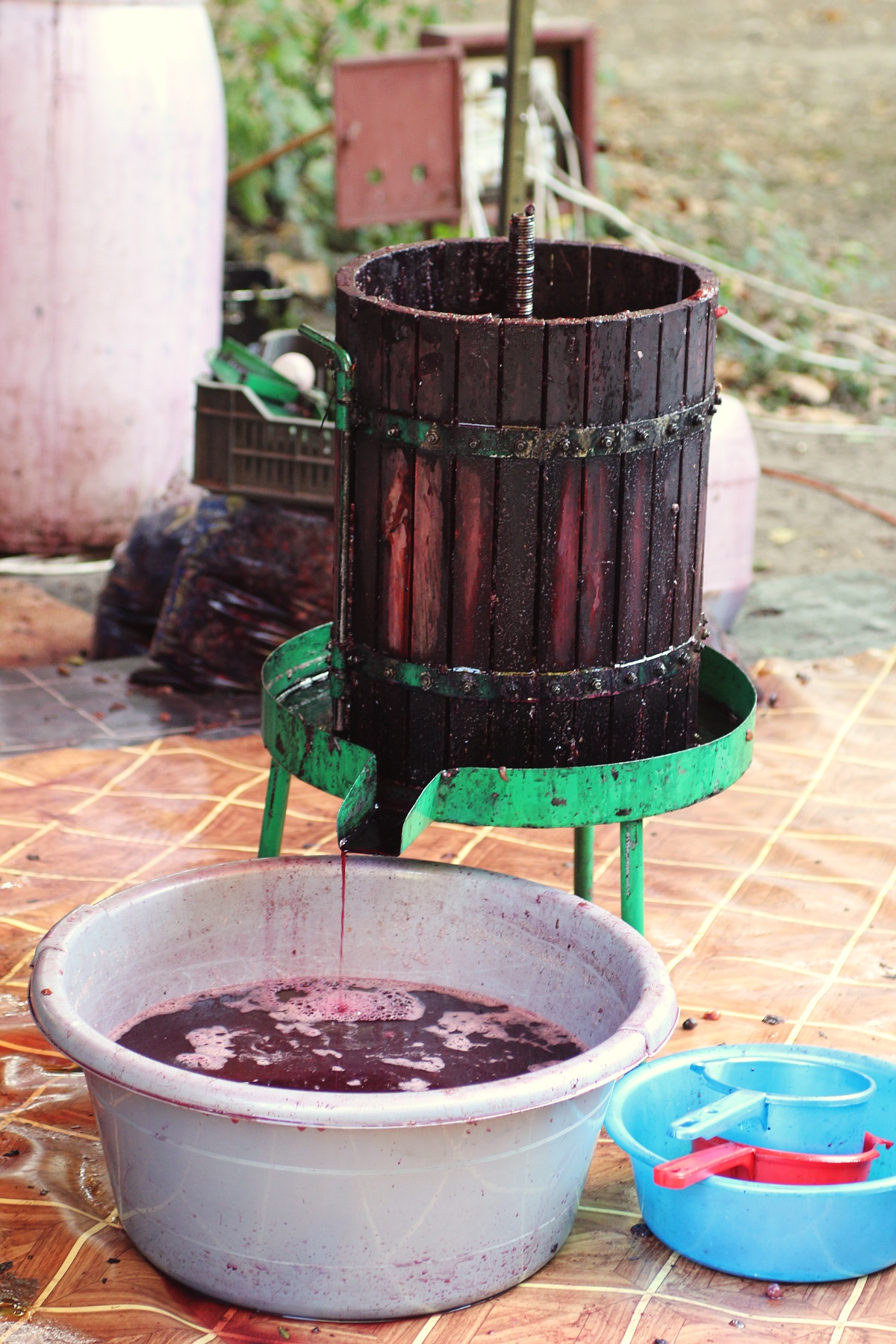
Teasc tradiţional folosit în gospodăriile românești

Teascul este o presă mecanică cu ajutorul căreia se storc diferite fructe pentru obținerea de sucuri naturale. Este utilizat și pentru stoarcerea semințelor și fructelor plantelor oleaginoase.
În mod tradițional teascul se folosește la storsul strugurilor obținându-se must (suc din struguri). Prin stoarcerea semințelor și a fructelor oleaginose se obține ulei.